# Nigel Simmonds
Nigel E Simmonds är en brittisk professor och rättsfilosof. Han är knuten till Corpus Christ College vid Universitetet i Cambridge.
Simmonds har skrivit ett antal rättsvetenskapliga böcker, vilka bland annat använts som kurslitteratur vid svenska universitet.